# Naso caeruleacauda
Naso caeruleacauda és una espècie de peix pertanyent a la família dels acantúrids.

## Descripció
- Pot arribar a fer 40 cm de llargària màxima.
- 4-5 espines i 28-30 radis tous a l'aleta dorsal.
- Aleta caudal de color blau.[2][3]

## Alimentació
Es nodreix de plàncton.

## Hàbitat
És un peix marí, associat als esculls i de clima tropical que viu entre 20 i 25 m de fondària.

## Distribució geogràfica
Es troba al Pacífic occidental central: les illes Filipines i Indonèsia.

## Observacions
És inofensiu per als humans.